# Newsarama
Newsarama — американский портал, посвящённый комиксам. На страницах портала публикуются новости, интервью, заметки и рецензии, относящиеся к индустрии комикс-культуры США. В 2020 году портал стал частью сайта GamesRadar, который также принадлежит Future US.

## История
Данный ресурс начал свою историю летом 1995 года и возник из серии сообщений Майка Доран на одном из интернет форумов сервиса Prodigy. В своих сообщениях Майк делился с читателями форума новостями индустрии комиксов. Публикуемые новости Майк находил на просторах интернета. После того, как контент стал обновляться на регулярной основе и сформировался определённый уровень посещаемости этого раздела форума, новоиспечённый новостной ресурс стал называться: Prodigy Comic Book Newswire.
В январе 1997 года Майк начинает вести колонку The Comics Newswire в новостных группах rec.arts.comics сети Usenet. Позже, название колонки поменяется на The Newswire, потом на CBI Newsarama, пока, в 1998 году, название не превратится в то, что мы знаем и сейчас: Newsarama.
Ресурс быстро получает широкую известность, чему очень способствовала выбранная платформа передачи информации — онлайн. В отличие от бумажных изданий, которые неделями готовились к печати, ресурс Майка позволял узнавать самые свежие новости здесь и сейчас. К тому времени, когда на сцене начали появляться другие подобные ресурсы, Newsarama уже стал признанным брендом. Со временем, изменился как формат подачи информации, так и само содержание. Если вначале в новостной колонке публиковались вперемешку и новости, и слухи, то позже был принят более профессиональный подход к подготовке новостного контента.
В 1998 году Доран заканчивает публиковаться в Usenet и начинает вести колонки на сайтах: Mania.com, AnotherUniverse.com, Fandom.com и Comicon.com. В августе 2002 года на основе площадки ViewAskew.com, принадлежащей Кевину Смиту, создаётся отдельный ресурс с наименованием Newsarama.
Три месяца спустя, Майк Доран покидает Newsarama и получает должность в Marvel Comics. Во главе Newsarama становится Мэтт Брейди, один из самых активных авторов статей ресурса. Позже, Майк возвращается к работе над Newsarama, а Мэтт смещается на роль ведущего автора сайта. В начале апреля 2006 года Newsarama уходит с площадки ViewAskew.com и превращается в независимый ресурс. В октябре 2007 года Newsarama был куплен компанией Imaginova. Когда в июле 2009 года Мэтт Брейди покидает проект, Доран и Лукас Сигел (англ. Lucas Siegel) перезапускают Newsarama с Лукасом в роли редактора портала. В октябре 2009 года Newsarama в числе прочего был приобретён TopTenREVIEWS, четвёртым на тот момент по величине новостным ресурсом.
Newsarama начинает цитироваться серьёзными новостными изданиями, такими как, например, The New York Times. Entertainment Weekly назвал этот портал одним из 25 лучших развлекательных сайтов 2006 года и включил его в список 100 самых лучших сайтов 2007 года.
Первоначально, одной из частью портала был форум talk@Newsarama, но, с 2010 года форум закрыт, а все пользователи перенаправляются на Facebook аккаунт Newsarama.
В 2020 году портал стал частью сайта GamesRadar, который также принадлежит Future US.

## Авторы
Джо Кесада, главный редактор Marvel Comics являлся автором еженедельной колонки «Joe Fridays» вплоть до 2008 года, когда колонку переместили на Myspace. В 2006 году колонка была шутливо переименована в «New Joe Fridays» обыгрывая склонность Marvel к перезапуску серий с добавлением «new» к названию серии.
Бывший редактор DC Comics Майкл Сиглейн (англ. Michael Siglain) участвовал в подготовке колонки «5.2 About 52». В 2007 году, выпускающий редактор DC Comics Дэн ДиДио заявил, что будет автором новой колонки, похожей на «New Joe Fridays», но сфокусированной на серии Countdown. Также, Дэн участвовал в подготовке колонки «10 Answers and 1 Question».
В список постоянно публикуемых колонок входят:
- «Animated Shorts», автор — Стив Фриц (англ. Steve Fritz)
- «Write or Wrong», автор — Дирк Мэннинг (англ. Dirk Manning)
- «Best Shots», совместное авторство обозревателей ShotgunReviews.com
- «10 Answers and 1 Question with Dan DiDio»
- «Weekly Webbing»
- «Right to Assemble» о серии «Avengers» издательства Marvel, автор — Трой Браунфельд (англ. Troy Brownfield)
- «Column . . . for JUSTICE» о серии «Лига Справедливости», автор — Трой Браунфельд
- «Getting Animated» и «Friday Flashback», автор — Трой Браунфельд
- «Agent of S.T.Y.L.E.» об эволюции дизайна героев комиксов, автор — Алан Кистлер (англ. Alan Kistler)

Кроме этого, Newsarama начал публиковать серию колонок «Post Game» посвященных новостям популярных телевизионных сериалов, имеющим отношение к комиксам или основанных на комикс-серии. В число таковых вошли: сериалы «Остаться в живых», «Тайны Смолвиля», «Грань», «Вспомни, что будет», мультсериал «Бэтмен: Отважный и смелый».

## Критика
В ноябре 2005 года Майкл Дин (англ. Michael Dean), главный редактор и один из авторов The Comics Journal опубликовал исследование, в котором дал свою оценку новостным ресурсам, посвящённым комикс-индустрии. В этом исследовании Майкл хорошо отозвался о детальной проработке информации в некоторых статьях Newsarama, но, при этом подверг критике сильную зависимость от источников в виде пресс-релизов, а также «мягкость» вопросов, задаваемых журналистами в публикуемых интервью. К примеру, об одной из статей «Diamond Changes Thresholds» Мэтта Брэйди он высказался следующим образом: 
|           | contained factual inaccuracies, failed to get multiple points of view and sucked up to its corporate subject. |  | содержит фактические неточности, отсутствует описание нескольких точек зрения, что низводит её до примитивного цитирования |  |
| Майкл Дин | |  | |  |

## Награды
Newsarama получил множество наград и участвовал во многих номинациях, в том числе:
- 1999 Eagle Award в номинации лучший сайт о комиксах среди профессионалов.[12]
- 2000 Eagle Award в номинации лучший сайт о комиксах среди профессионалов.[13]
- 2004 Eagle Award за лучшее интернет издание о комиксах.[14]
- 2005 Eagle Award в номинации лучший сайт о комиксах.[15]
- 2006 Eagle Award в номинации лучший сайт о комиксах.[16]
- 2007 Eagle Award в номинации лучший сайт о комиксах.
- 2008 Премия Айснера за лучшее периодическое издание о комиксах.[17]